# Benoît Sinner
Pour les articles homonymes, voir Sinner.
Benoît Sinner est un coureur cycliste français né le 7 août 1984 à Fontenay-aux-Roses. Professionnel de 2006 à 2009, il a notamment été en Champion d'Europe sur route espoirs 2006. En 2010, il est membre de l'équipe Bonnat 91. En 2011, il intègre la nouvelle équipe de Division nationale 2 de l'Armée de Terre.

## Biographie
Membre de l'UC Châteauroux dans les rangs amateurs, Benoît Sinner devient stagiaire au sein de l'équipe professionnelle Agritubel à la fin de l'année 2005 après avoir obtenu de bons résultats avec la sélection nationale espoirs au Giro delle Regione (vainqueur d'étape), au Triptyque des Monts et Châteaux (3e et vainqueur d'étape) et au championnat d'Europe (4e de la course en ligne). Il est également sélectionné pour le championnat du monde espoirs à Madrid en septembre.
Benoît Sinner commence sa carrière professionnelle en 2006 avec Agritubel. Il décroche un premier succès professionnel aux Boucles de la Mayenne en juin. Toujours sélectionné en équipe de France espoirs, il obtient le titre européen en juin. Il reste au sein de l'effectif d'Agritubel jusqu'en 2008, avec entre autres résultats une neuvième place au Tro Bro Leon cette année-là. Il participe également à deux reprises à Paris-Roubaix (2007 et 2008).
Non conservé par Agritubel, il rejoint en 2009 l'équipe Besson Chaussures-Sojasun, dirigée par l'ancien champion de France Stéphane Heulot.
Non-conservé en 2010, il redevient coureur amateur, dans la formation Bonnat 91. En 2011, il intègre l'équipe de l'Armée de Terre dans le cadre de son équipe de division nationale 2.
En 2015, cette équipe Armée de Terre devient une équipe continentale. Benoît Sinner y redevient coureur professionnel. Son début de saison est tronqué par sa formation militaire avec l'obtention du certificat militaire élémentaire durant l'intersaison et des chutes sur le Tour de Normandie et le Tour de Bretagne. Il se distingue en août sur la deuxième étape du Tour de l'Ain (4e) puis en septembre sur le GP de Fourmies (14e).
Fin 2016, le capitaine de route n'est pas conservé par ses dirigeants et prend la direction de l'UC Nantes Atlantique. S'il quitte la formation de l'Armée, il reste militaire, passant le concours d'officier.

## Palmarès
- 2001
  - Champion d'Île-de-France de cyclo-cross juniors
- 2004
  - 3e étape du Loire-Atlantique Espoirs
  - 4e étape du Tour du Béarn
  - 2e du championnat de France sur route espoirs
  - 3e de la Vienne Classic espoirs
  - 3e du Loire-Atlantique Espoirs
- 2005
  - 1re étape du Tour des régions italiennes
  - 3e étape du Triptyque des Monts et Châteaux
  - Grand Prix Christian Fenioux
  - 2e du Kreiz Breizh Elites
  - 2e du Circuit des Deux Provinces
  - 2e du Grand Prix des Grattons
  - 3e du Triptyque des Monts et Châteaux
  - 3e du championnat de France sur route espoirs
  - 4e du championnat d'Europe sur route espoirs
- 2006
  -  Champion d'Europe sur route espoirs
  - 1re étape des Boucles de la Mayenne
  - 3e des Boucles de l'Aulne
- 2009
  - 3e du Tour de Normandie
- 2010
  - Tour de Basse-Navarre
  - Grand Prix de Gouy-sous-Bellonne
  - Grand Prix de Montamisé
  - 2e du Grand Prix des Hauts-de-France
  - 2e du Grand Prix de la Tomate
  - 3e de la Route de l'Atlantique
  - 3e du Grand Prix de Tours
- 2012
  - 2e étape du Tour de Dordogne
  - Grand Prix de Blangy-sur-Bresle
  - Grand Prix de Concarneau
  - 2e de La Melrandaise
  - 3e de Paris-Chauny
  - 3e de la Boucle de l'Artois
- 2013
  - Ronde du Canigou
  - Grand Prix Souvenir Jean-Masse
  - Grand Prix de Vougy
  - 4e étape du Tour de la Manche
  - 2e et 4e étapes des Boucles de la Marne
  - 1re étape des Boucles de la Mayenne
  - Grand Prix de Plouay amateurs
  - Classement général du Tour de Seine-Maritime
  - 2e du Grand Prix du Pays d'Aix
  - 2e de La Melrandaise
  - 3e de Bordeaux-Saintes
- 2014
  - Grand Prix Souvenir Jean-Masse
  - Tour d'Eure-et-Loir :
    - Classement général
    - 1re étape

  - 1re et 3e étapes de La SportBreizh
  - Deux Jours cyclistes du Perche :
    - Classement général
    - 1re étape

  - 2e de La Melrandaise
  - 2e du championnat d'Île-de-France
  - 2e de La SportBreizh
  - 2e du Saint-Brieuc Agglo Tour
  - 3e des Boucles du Haut-Var
- 2015
  - 2e du Tour du Canton de La Trimouille
- 2016
  - 4e étape du Tour de Normandie
  - 3e du Tour de Normandie
- 2017
  - Boucles de la Loire
  - 5e étape du Tour Nivernais Morvan
  - Nocturne d'Ambert
- 2018
  - Grand Prix de Pré-en-Rail

### Classements mondiaux
| Année           | 2005 | 2006 | 2007   | 2008   | 2009 | 2010 | 2011 | 2012   | 2013 | 2014 | 2015 | 2016 |
| --------------- | ---- | ---- | ------ | ------ | ---- | ---- | ---- | ------ | ---- | ---- | ---- | ---- |
| UCI Europe Tour | 247e | 94e  | 1 272e | 1 060e | 468e | nc   | nc   | 1 083e | 755e | 642e | 856e | 830e |

## Distinctions
- Vélo d'or Espoirs : 2005